# Tveta landskommun, Södermanland
För andra landskommuner med detta namn, se Tveta landskommun.
Tveta landskommun var en tidigare kommun i Stockholms län. 

## Administrativ historik
Den inrättades i Tveta socken i Öknebo härad i Södermanland när 1862 års kommunalförordningar trädde i kraft 1863. 
Kommunen upphörde vid kommunreformen 1952, då den gick upp i Östertälje landskommun. Därefter kom området att ingå i Södertälje stad från 1963, sedan 1971 Södertälje kommun.

## Politik

### Mandatfördelning i valen 1938-1946
| 11 | 1 | 3 |

| 13 |

| 13 | 2 |

| 15 |

| 1 | 10 | 2 | 2 |

| 13 |